# Římskokatolická farnost Herálec pod Žákovou horou
Římskokatolická farnost Herálec pod Žákovou horou je územním společenstvím římských katolíků v rámci žďárského děkanství brněnské diecéze s farním kostelem svaté Kateřiny.

## Historie farnosti
Osada byla založena pravděpodobně v roce 1279 Heraltem z Obřan, jehož otec Boček z Obřan založil v roce 1252 při libické stezce žďárský cisterciácký klášter. První písemná zmínka o Moravském Herálci pochází z roku 1366. Farní kostel svaté Kateřiny byl postavený v roce 1787 podle plánů zednického mistra Františka Hromádky z Nového Města. Původní kostel byl zmiňován již v roce 1587, v roce 1785 byl poškozen bleskem a došlo ke stavbě nového.

## Duchovní správci
Přehled heráleckých kněží je znám od roku 1765. Více než padesát let (od roku 1953 do roku 2005) zde působil P. Stanislav Svoboda. Administrátorem excurrendo je od 1. prosince 2005 R. D. Vladimír Záleský. Od 1. srpna 2023 je administrátorem excurrendo farnosti R. D. Marek Husák ze Žďáru nad Sázavou-II.

## Bohoslužby
| Kostel                         | Místo             | Bohoslužba (den)   | Hodina                          | Poznámka        |
| ------------------------------ | ----------------- | ------------------ | ------------------------------- | --------------- |
| svaté Kateřiny                 | Herálec           | neděle úterý pátek | 11.00 18.00 18.00 (1. v měsíci) | farní kostel    |
| Panny Marie Pomocnice křesťanů | Moravské Křižánky | neděle             | 11.00 (jednou za 14 dnů)        | filiální kostel |

## Aktivity ve farnosti
Dnem vzájemných modliteb farností za bohoslovce a bohoslovců za farnosti brněnské diecéze je 10. březen. Adorační den připadá na 20. září.
Ve farnosti se pravidelně koná tříkrálová sbírka. V roce 2016 se při sbírce vybralo v Herálci 29 555 korun.  Farnost se také účastní projektu Noc kostelů.